# ウィルコ (バンド)
ウィルコ（Wilco）は、アメリカ合衆国イリノイ州シカゴを拠点として活動するオルタナティヴ・ロック・バンドである。バンド名は「了解（will comply）」を意味する無線通信用語「wilco」に由来する。

## 概要
1994年、オルタナティヴ・カントリー・グループの「アンクル・テュペロ」からボーカリストのジェイ・ファラーが脱退した後に残ったメンバーによって結成された。幾度ものメンバーチェンジを経ており、結成当初より残るのはボーカルのジェフ・トゥイーディとベーシストのジョン・スティラットのみ。2004年以降の現在のメンバーは、ギタリストのネルス・クライン、マルチ・インストゥルメンタリストのパット・サンソンとマイケル・ヨルゲンセン、ドラマーのグレン・コッチェ。ウィルコは8枚のスタジオ・アルバム、2枚組のライブ・アルバム、3枚（ビリー・ブラッグと2作、ザ・マイナス5と1作）を含むいくつかの競演盤を発表している。
ウィルコの音楽は、ビル・フェイやテレヴィジョンを含む多様なアーティストと様式から着想を得ている一方で、近年のオルタナティヴ・ロックの音楽に幅広い影響を与えている。デビューアルバムの『A.M.』（1995年）ではアンクル・テューペロ以来のオルタナティヴ・カントリー風のスタイルであったが、その後はオルタナティヴ・ロックやクラシック・ポップの要素を取り入れ、より実験的な方向に向かっている。
2002年に発表された4作目の『ヤンキー・ホテル・フォックストロット』が米国のみでも50万枚以上を売り上げたことで注目を集め、2004年に発表した5作目のスタジオ・アルバム『ゴースト・イズ・ボーン』ではグラミー2部門を受賞した。7作目のスタジオ・アルバム『ウィルコ (ジ・アルバム)』は2009年6月30日に発表され、2010年7月時点で27万1,000枚を売り上げている。
2011年1月、自身のレーベルdBpm Recordsの設立を発表した。dBpmはマサチューセッツ州イーサンプトンに本拠を置き、マネージャーのトミー・マルゲリータが運営を行う。また、流通はアンタイ・レコードが手がける。dBpmからの最初のアルバムとなる最新の8作目のスタジオ・アルバム『ザ・ホール・ラヴ』は2011年9月27日に発表された。
2015年7月17日には、ニュー・アルバム『スター・ウォーズ』を突如リリースした。

## 音楽スタイルと影響

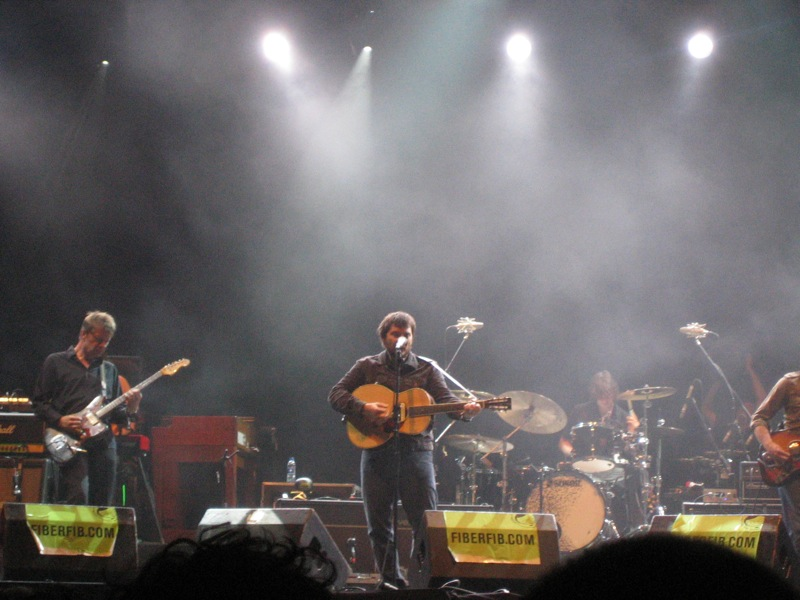
アルバム『スカイ・ブルー・スカイ』に伴うツアー中「Festival Internacional de Benicàssim」で演奏するウィルコ（2007年7月20日）

ウィルコの音楽は、概してオルタナティヴ・ロックやオルタナティヴ・カントリーとして分類される。彼らは、その経歴を通じて主要レコード・レーベルとつながりをもってきたにもかかわらず、一般的にインディー・ロックと関連づけられることが多い。ウィルコは、多様な音楽ジャンルのバンドから影響を受けているが、主として1966年から1974年の時期に作られた音楽からの影響が色濃く見られる。ウィルコは、ジョン・ケイルの『Paris 1919』と、自分たちの音楽の類似性を指摘している。トゥイーディの言葉では、「実験とアバンギャルド理論は、美しさというものに直接対立するわけじゃないんだ。ふたつの世界はふつう考えられているよりもずっと多くのものを共有している。そのように感じた人間がぼくだけじゃないと気づいたときには驚いたよ」。
この期間にレコーディング活動をしていたアーティストで、ウィルコがその影響を認めるのは、ジョン・レノン、ニール・ヤング、ブライアン・ウィルソンなどである。またトゥイーディはテレヴィジョンの大ファンで、特にギター・ワークを気に入っており自分の作品に取り入れたいと思っていたが、34歳の誕生日にリチャード・ロイドからギターの個人レッスンを受けている。アンクル・テュペロはジェイソン&スコーチャーズやミニットメンといったバンドに影響を受けており、ウィルコの『A.M.』にはその痕跡が見られる。トゥイーディとオルークは、オーネット・コールマン、アルバート・アイラー、デレク・ベイリーといったフリー・ジャズのほか、マイルス・デイヴィスやジョン・コルトレーンといった主流のジャズも愛聴していた。ウィルコの詩作は、古典文学の影響と「優美な屍骸」の手法に特徴づけられる。この手法では、直前の一行だけを見られるようにして、バンド・メンバーがかわるがわるタイプライター上に詩行を書きつらねる。様式上の影響を受けた本としてウィルコが挙げているものには、ウィリアム・H・ガスの『In the Heart of the Heart of the Country』、ヘンリー・ミラーの『北回帰線』、ハロルド・ブルームの『影響の不安ー詩の理論のために』など。
『ローリング・ストーン』誌は、ウィルコを「常に大きな関心をひくアメリカのバンドのひとつ」、「アメリカ最高峰のロックの印象派」などと表現している。ウィルコの影響を受けたバンドとしては、デレク・ウェッブ（カドマンズ・コール）、ザ・ナショナル、グレイス・ポッター・アンド・ザ・ノクターナルズ など。イギリスのインディー・ロック・バンドのチェリー・ゴーストは、リード・シンガーのサイモン・アルドレッドが自ら「ウィルコの大ファン」と称しており、ウィルコの楽曲「神学者たち（Theologians）」（アルバム『ゴースト・イズ・ボーン』に収録）の歌詞からバンド名をとっている。他にも有名どころでは、ノラ・ジョーンズがウィルコの「ジーザス、Etc.（Jesus, Etc.）」を2008年のブリッジ・スクール・ベネフィットのライブでカバーしており、そのときの録音のひとつは彼女が2009年に発表した『ザ・フォール』のボーナス・トラックとして収録されている。また、カウンティング・クロウズとザ・ウォールフラワーズも「カリフォルニア・スターズ（California Stars）」をライブで演奏している。

## メンバー

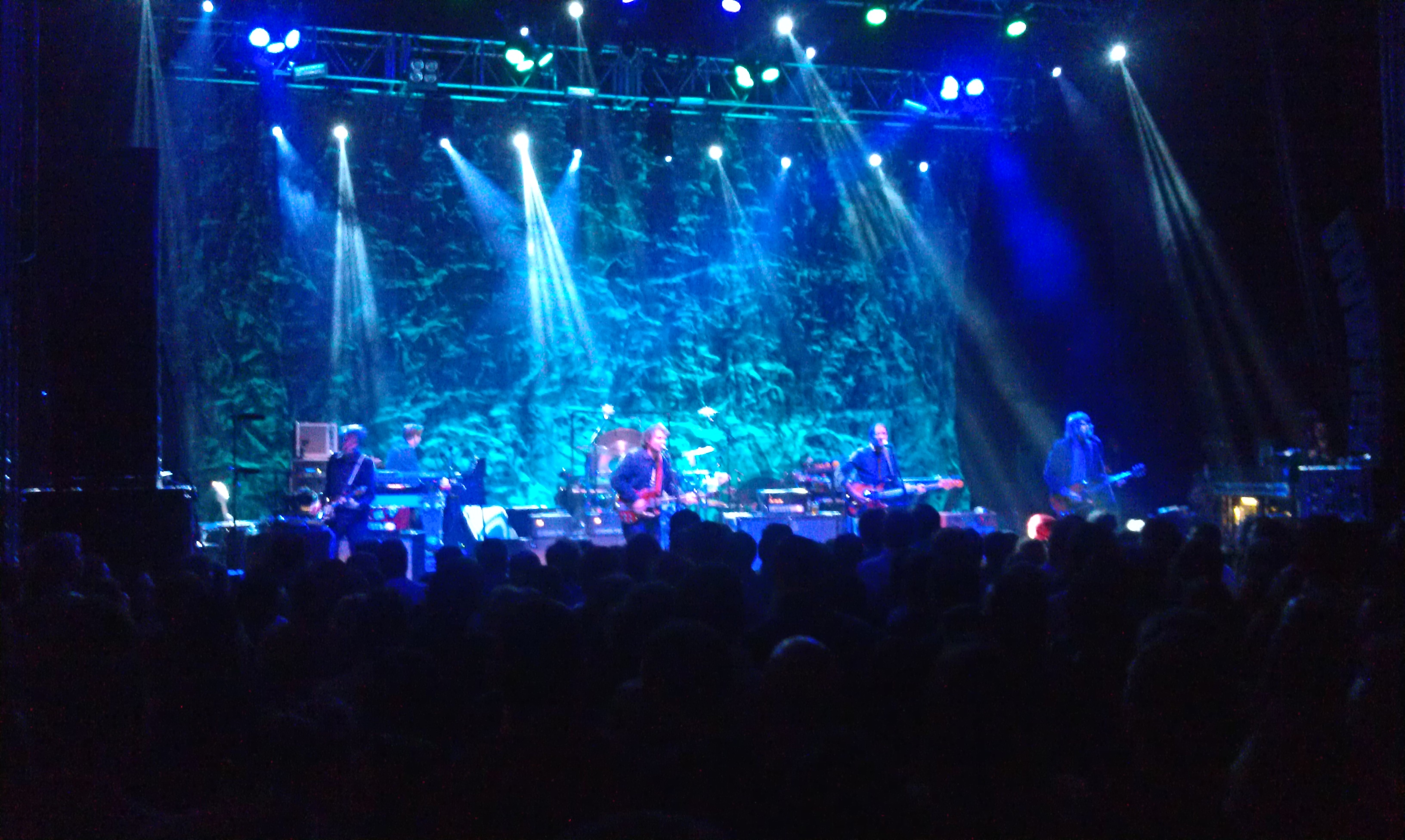
ウィンタールード第2夜のウィルコ（2014年12月6日）

- ジョン・スティラット (John Stirratt) - ベース、バック・ボーカル (1994年– )
- ジェフ・トゥイーディ (Jeff Tweedy) - リード・ボーカル、ギター、ベース、ハーモニカ (1994年– )
- グレン・コッチェ (Glenn Kotche) - ドラム、パーカッション (2001年– )
- マイケル・ヨルゲンセン (Mikael Jorgensen) - サンプル&マニュピレーション、キーボード、シンセサイザー、エフェクト、ピアノ、オルガン (2002年– )
- ネルス・クライン (Nels Cline) - リード・ギター、ループ、ラップ・スティール (2004年– )
- パット・サンソン (Pat Sansone) - キーボード、ギター、バック・ボーカル、シンセサイザー、マラカス、タンバリン (2004年– )

旧メンバー
- ケン・クーマー (Ken Coomer) - ドラム、パーカッション (1994年–2001年)
- ブライアン・ヘンネマン (Brian Henneman) - リード・ギター (1994年–1995年)
- マックス・ジョンストン (Max Johnston) - ドブロ、フィドル、バンジョー、マンドリン、バック・ボーカル (1994年–1996年)
- ジェイ・ベネット (Jay Bennett) - ギター、キーボード、バック・ボーカル (1995年–2002年)
- ボブ・イーガン (Bob Egan) - ペダル・スティール、スライドギター (1995年–1998年)
- リロイ・バック (Leroy Bach) - ギター、キーボード、バック・ボーカル (1998年–2004年)

## ディスコグラフィ

### スタジオ・アルバム
- 『A.M.』 - A.M. (1995年)
- 『ビーイング・ゼア』 - Being There (1996年)
- 『サマー・ティース』 - Summerteeth (1999年)
- 『ヤンキー・ホテル・フォックストロット』 - Yankee Hotel Foxtrot (2001年)
- 『ゴースト・イズ・ボーン』 - A Ghost Is Born (2004年)
- 『スカイ・ブルー・スカイ』 - Sky Blue Sky (2007年)
- 『ウィルコ (ジ・アルバム)』 - Wilco (The Album) (2009年)
- 『ザ・ホール・ラヴ』 - The Whole Love (2011年)
- 『スター・ウォーズ』 - Star Wars (2015年)
- 『シュミルコ』 - Schmilco (2016年)
- 『オード・トゥ・ジョイ』 - Ode to Joy (2019年)
- Cruel Country (2022年)
- 『カズン』 - Cousin (2023年)

### ライブ・アルバム
- 『キッキング・テレヴィジョン - ライヴ・イン・シカゴ』 - Kicking Television: Live in Chicago (2005年)

### コラボレーション・アルバム
- 『マーメイド・アベニュー』 - Mermaid Avenue (1998年) ※ビリー・ブラッグ&ウィルコ名義
- Mermaid Avenue Vol. II (2000年) ※ビリー・ブラッグ&ウィルコ名義
- Down with Wilco (2003年) ※ザ・マイナス5
- The Sun Came Out (2009年) ※7 Worlds Collide
- Mermaid Avenue: The Complete Sessions (2012年) ※ビリー・ブラッグ&ウィルコ名義

## 来日公演
- 2003年
  - 2月7日 兵庫 ワールド記念ホール - MAGIC ROCK OUT
  - 2月8日 千葉 幕張メッセ - MAGIC ROCK OUT
- 2010年
  - 4月22日 大阪 BIG CAT
  - 4月23日 東京 Zepp Tokyo
- 2011年
  - 7月31日 新潟 苗場スキー場 - フジロック・フェスティバル ホワイト・ステージ
- 2013年
  - 4月10日 大阪 なんばHatch
  - 4月12日 東京 Zepp DiverCity
  - 4月13日 東京 SHIBUYA-AX
- 2016年
  - 7月26日 新潟 苗場スキー場 - フジロック・フェスティバル グリーン・ステージ
- 2024年
  - 3月6日 東京 EX THEATER ROPPONGI
  - 3月7日 東京 Zepp Haneda
  - 3月8日 大阪 なんばHatch